# Národní park Pieljekaise
Národní park Pieljekaise (švédsky Pieljekaise Nationalpark) je národní park ve Švédsku, který se nachází v komuně Arjeplog v kraji Norrbotten. Byl vyhlášen v roce 1909 na ochranu přírodních březových lesů rostoucích na přechodové zóně mezi oblastí Skandinávského pohoří a borovými lesy. Nachází se asi 10 km jižně od obce Jäkkvikk.
Hlavní atrakcí v parku jsou především přírodní březové lesy, které mají několik podob – od poměrně hustých porostů s bohatým podrostem až po vřesoviště. Nachází se zde také stopy sámských táborů a chalup. Sámové také daly jméno nejvyššímu kopci parku – hoře Pieljekaise (1138 m n. m.), od kterého pochází název celého parku. V sámštině znamená Pieljekaise hora - ucho, neboť její dva vrcholky se dohromady podobají uchu.
V několika jezerech v národním parku žije ryba siven severní (Salvelinus alpinus). V parku lze spatřit rosomáka (Gulo gulo), medvěda (Ursus arctos), polární lišku (Vulpes lagopus) nebo raroha loveckého (Falco rusticolus).

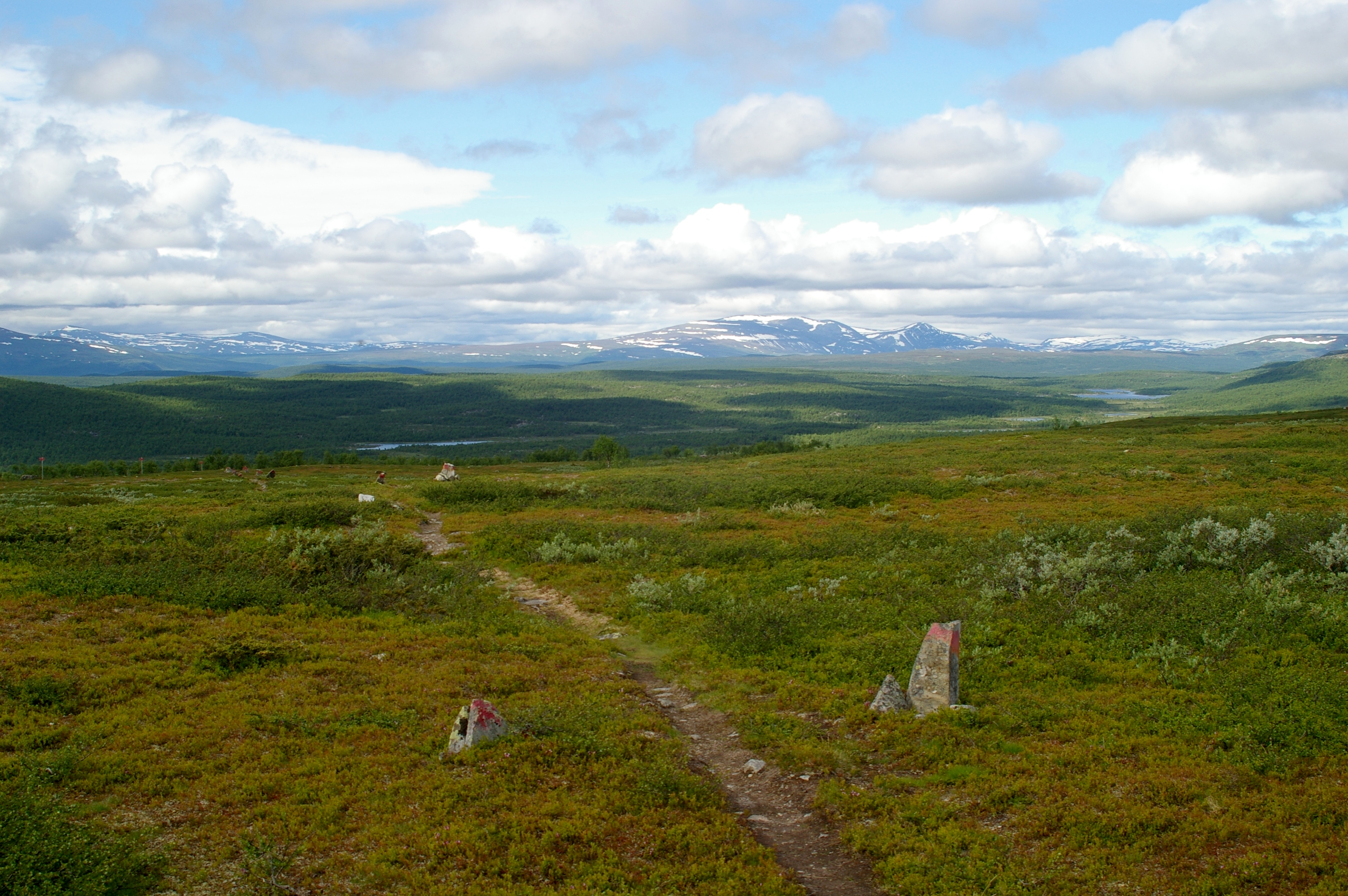
Národní park Pieljekaise, nad Jäckvikem, pohled na západ

 Charakteristickou rostlinou v březových lesích je upolín evropský (Trollius europaeus). Každé jaro vykvétá na území celého parku.
Park leží asi 10 km jižně od obce Jäkkvikk v komuně Arjeplog. Přes park vede populární dálková turistická trasa Kungsleden. Tato cesta nabízí nejjednodušší způsob, jak se do parku dostat, neboť do něj nevedou žádné silnice. V parku leží jedna útulna (ubytování) pro turisty.